# Frédéric Deschamps
Pour les articles homonymes, voir Deschamps.

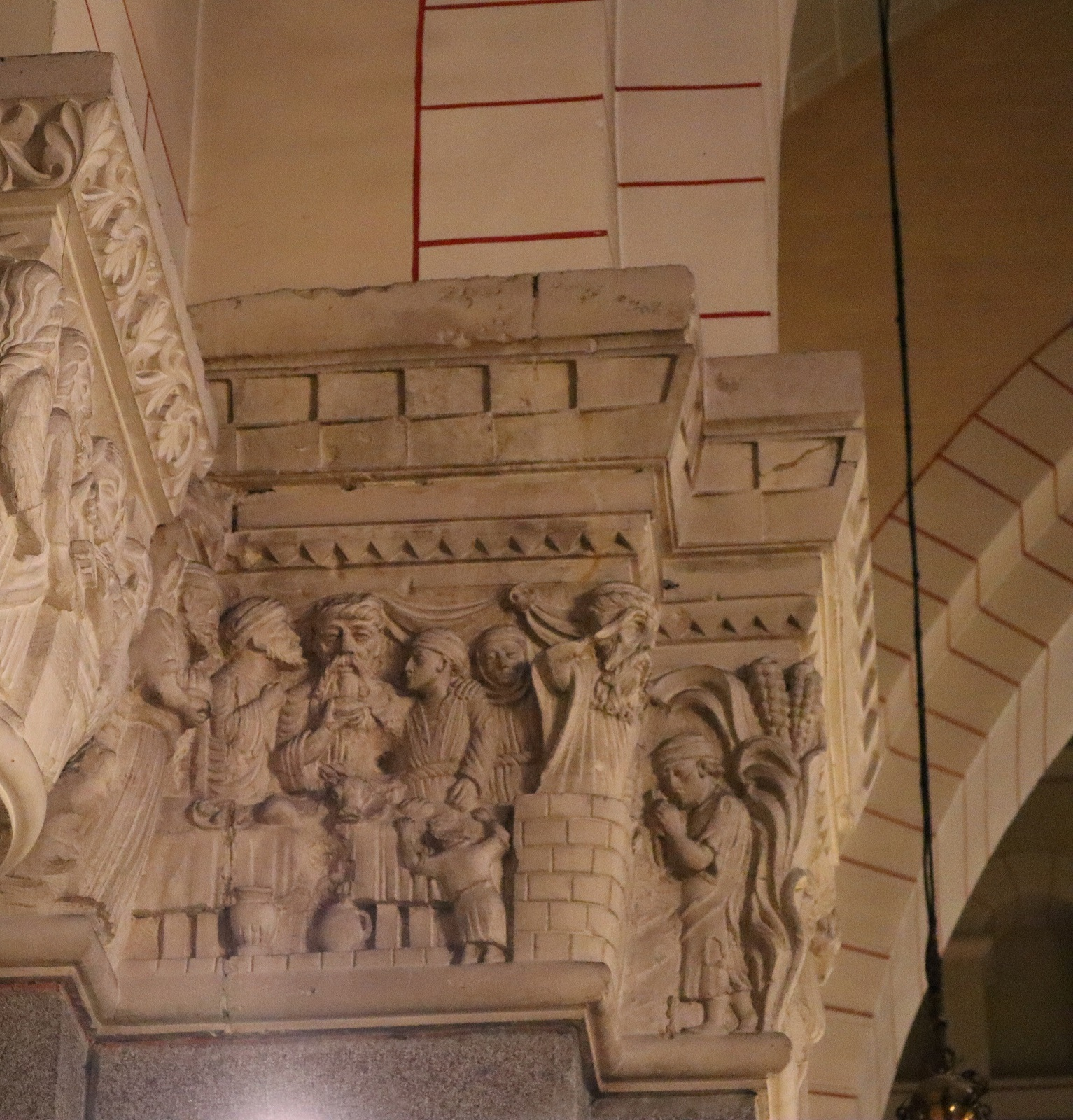
Intérieur de l'église Notre-Dame-de-Bonabry à Fougères, sculpture La Pâque juive par Francis Cottard et Frédéric Deschamps.

Frédéric Deschamps, né à Saint-Erblon (Ille-et-Vilaine) le 9 juillet 1850, où il est mort le 17 juillet 1920, est un sculpteur français.

## Biographie
Élève de François-Xavier Garneau, membre du Salon des artistes français, Frédéric Deschamps y obtient une mention honorable en arts appliqués en 1893.
Une rue de Saint-Erblon porte son nom.